# Borey
Borey é uma comuna francesa na região administrativa de Borgonha-Franco-Condado, no departamento de Alto Sona. Estende-se por uma área de 14,5 km². Em 2010 a comuna tinha 230 habitantes (densidade: 15,9 hab./km²).